# Aeroporto Internacional Cesária Évora

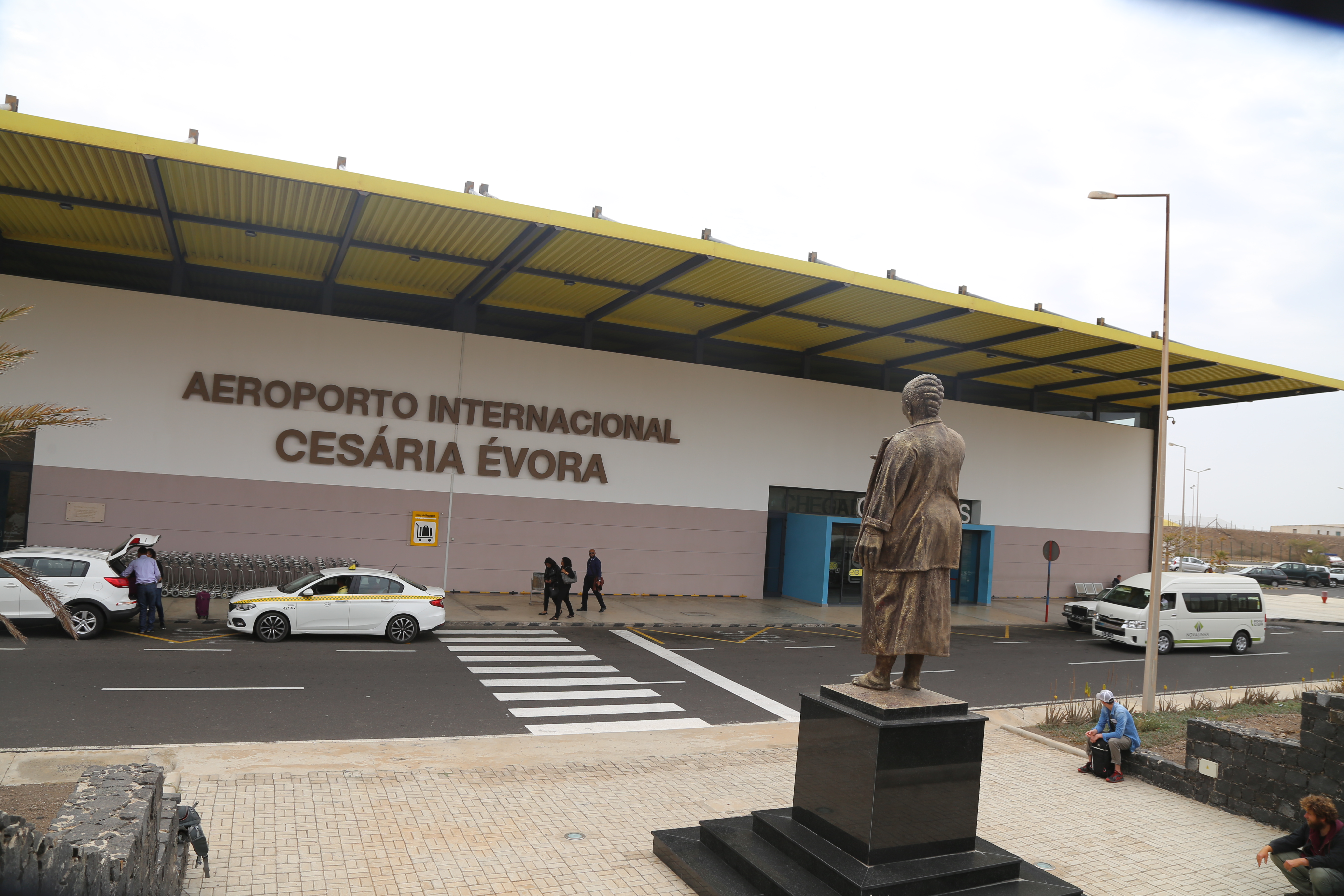
Aerogare do Aeroporto Internacional Cesária Évora

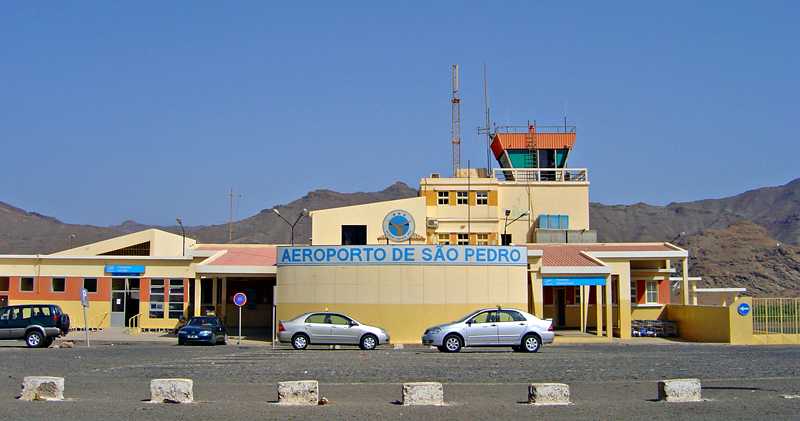
Fachada da antiga aerogare do Aeroporto de São Pedro em 2006

O Aeroporto Internacional Cesária Évora, anteriormente designado Aeroporto de São Pedro, (ICAO:GVSV / IATA:VXE) é o aeroporto que serve a Ilha de São Vicente, Cabo Verde. Localiza-se junto à aldeia de São Pedro, no vale da Ribeira de São Pedro, a cerca de 5 km a sudoeste do centro da cidade do Mindelo.

## História
O aeroporto foi inaugurado em 1960. Em 2005 tiveram início os trabalhos de ampliação da pista e aerogare, de modo a transformá-lo num aeroporto internacional. Até 2007 tem sido utilizado principalmente pelas aeronaves ATR 42-300 dos TACV, para as ligações com o Aeroporto Internacional da Praia (RAI, na ilha de Santiago), com o Aeroporto Internacional Amílcar Cabral (SID, na ilha do Sal) e com o Aeroporto da Preguiça (SNE, na Ilha de São Nicolau). Após a conclusão das obras, a placa de estacionamento já suporta a operação conjunta de duas aeronaves tipo Boeing 757 e 767 ou Airbus A320.

## Características

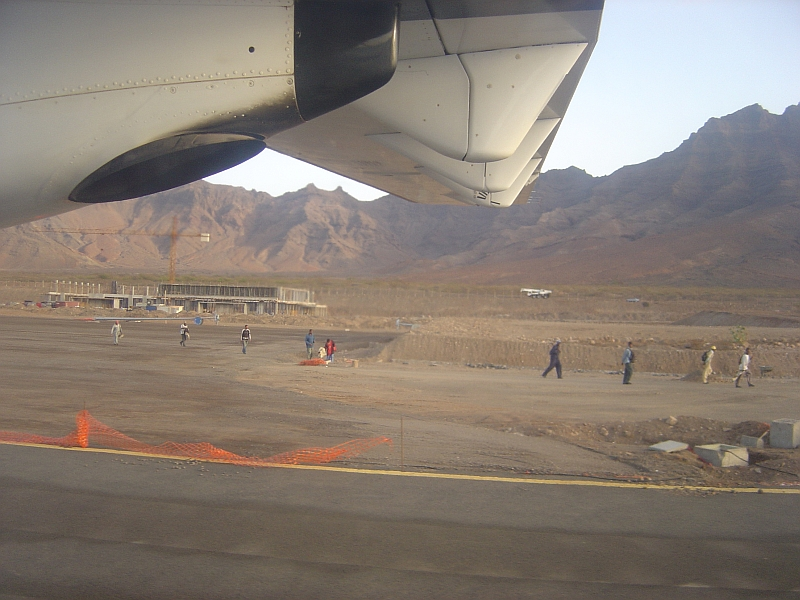
Obras no Aeroporto de São Pedro em Junho 2006

O aeroporto tem uma elevação de 20 metros (66 pés). Em 2006 a pista tinha um comprimento de 1.975 metros (6,480 pés) e uma largura de 45 metros (148 pés). Após as obras de ampliação, a pista ficará com uma extensão de 2.000 metros e o novo terminal terá cerca de 11.000 m², com capacidade para movimentar cerca de 500 passageiros por hora. São Pedro tem o código IATA VXE e o código ICAO GVSV.

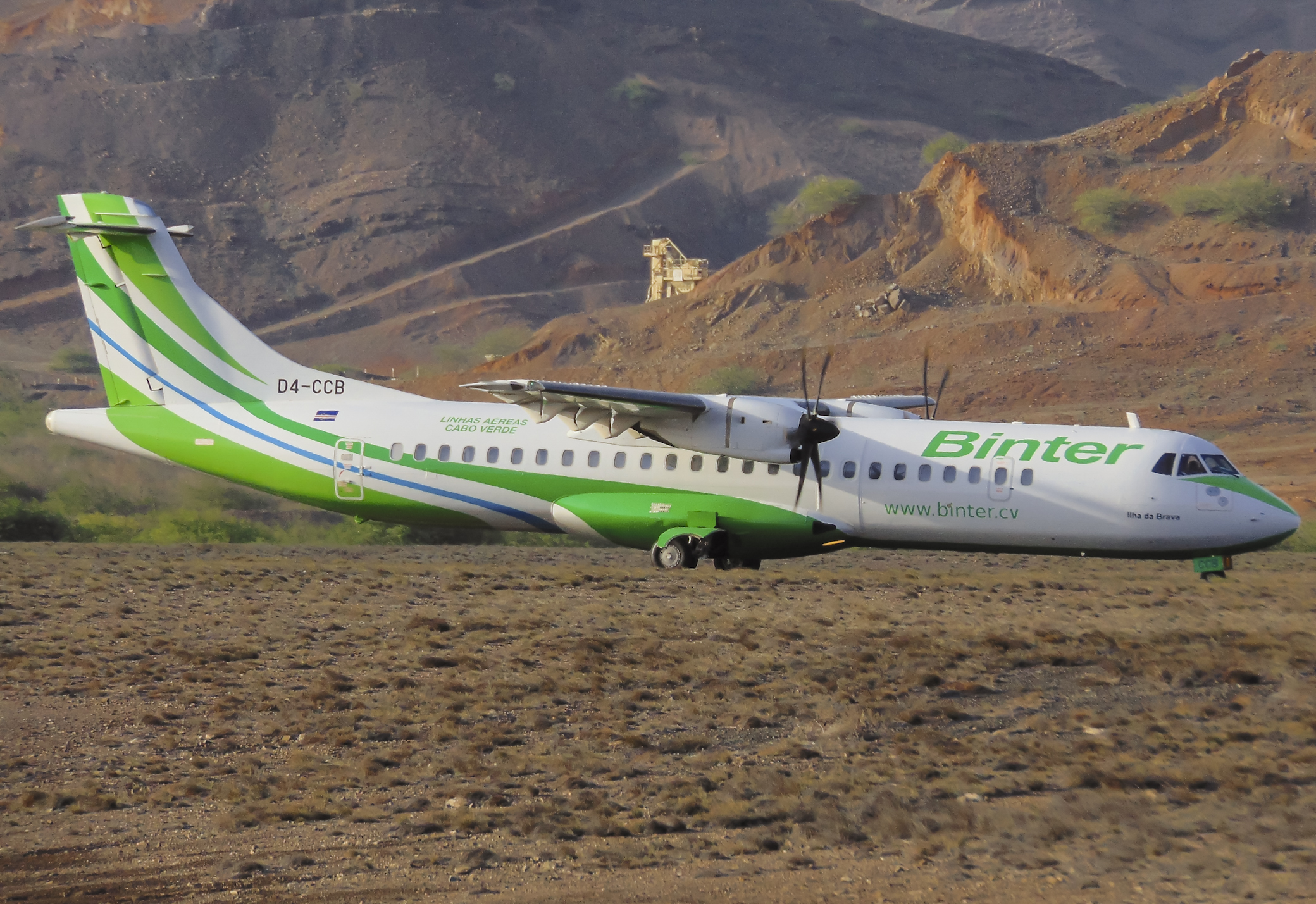
ATR 72-500 da Binter Cabo Verde taxiando no aeroporto de Cesária Évora

## Gestão
O aeroporto é o terceiro mais ativo de Cabo Verde. Tal como os outros, é gerido pela ASA - Aeroportos e Segurança Aérea. Serve também as populações e visitantes da ilha de Santo Antão, já que esta tem a pista desativada.

## Companhias Aéreas e Destinos
A 26 de Fevereiro de 2021 operam-se as seguintes rotas no aeroporto
| Cia Aérea                | Destinos                 |
| ------------------------ | ------------------------ |
| Bestfly Cabo Verde       | Espargos (Sal), Santiago |
| TACV Cabo Verde Airlines | Lisboa                   |
| TAP Portugal             | Lisboa                   |
| TUIfly Netherlands       | Amsterdam                |
| Luxair                   | Luxembourg               |